# Aouste-sur-Sye
Aouste-sur-Sye – miejscowość i gmina we Francji, w regionie Owernia-Rodan-Alpy, w departamencie Drôme.
Według danych na rok 1990 gminę zamieszkiwało 1820 osób, a gęstość zaludnienia wynosiła 101 osób/km² (wśród 2880 gmin regionu Rodan-Alpy Aouste-sur-Sye plasuje się na 474. miejscu pod względem liczby ludności, natomiast pod względem powierzchni na miejscu 599.).